# Медфорд (Оклахома)
Медфорд (англ. Medford) — місто (англ. city) в США, в окрузі Грант штату Оклахома. Населення — 932 особи (2020).

## Географія
Медфорд розташований за координатами 36°48′13″ пн. ш. 97°44′16″ зх. д. / 36.80361° пн. ш. 97.73778° зх. д. (36.803723, -97.737879).  За даними Бюро перепису населення США в 2010 році місто мало площу 2,79 км², уся площа — суходіл.

## Демографія
Згідно з переписом 2010 року, у місті мешкало 996 осіб у 413 домогосподарствах у складі 262 родин. Густота населення становила 357 осіб/км².  Було 530 помешкань (190/км²).
Расовий склад населення:
| - 92,1 % — білих - 2,2 % — корінних американців - 0,2 % — чорних або афроамериканців - 0,2 % — азіатів - 2,7 % — осіб інших рас |

До двох чи більше рас належало 2,6 %. Частка іспаномовних становила 4,0 % від усіх жителів.
За віковим діапазоном населення розподілялося таким чином: 24,6 % — особи молодші 18 років, 53,2 % — особи у віці 18—64 років, 22,2 % — особи у віці 65 років та старші. Медіана віку мешканця становила 44,1 року. На 100 осіб жіночої статі у місті припадало 100,4 чоловіків;  на 100 жінок у віці від 18 років та старших — 99,2 чоловіків також старших 18 років.
Середній дохід на одне домашнє господарство  становив 55 630 доларів США (медіана — 41 316), а середній дохід на одну сім'ю — 63 287 доларів (медіана — 51 563). Медіана доходів становила 41 385 доларів для чоловіків та 28 906 доларів для жінок. За межею бідності перебувало 14,5 % осіб, у тому числі 26,1 % дітей у віці до 18 років та 5,8 % осіб у віці 65 років та старших.
Цивільне працевлаштоване населення становило 412 особи. Основні галузі зайнятості: освіта, охорона здоров'я та соціальна допомога — 20,6 %, сільське господарство, лісництво, риболовля — 12,4 %, мистецтво, розваги та відпочинок — 11,9 %.